# Воскресенский, Гавриил Дмитриевич
Гаврии́л Дми́триевич Воскресе́нский (1874—1921) — русский уролог.

## Биография
В 1895 году Гавриил Дмитриевич окончил медицинский факультет Московского университета. В 1901 году защитил докторскую диссертацию и стал доцентом хирургической клиники Московского университета. Там он преподавал курс, где рассказывал про болезни мужских половых органов. Гавриил Дмитриевич создал первое в Москве урологическое лечебное учреждение, где бедному населению оказывалась бесплатная помощь. После установления Советской власти Гавриил Дмитриевич избран профессором урологии Высшей медицинской школы в Москве.
Темой диссертации была «Материалы к патологии и хирургии хронической бугорчатки яичка».
Воскресенский написал свыше 40 научных трудов. В клинике Воскресенского многие хирурги постигали диагностику и лечение урологических болезней.
Учениками Воскресенского были Пётр Дмитриевич Соловов, Иван Гурьевич Руфанов.

### Публикации Воскресенского
- К хирургии мочеточников, Хирургия, т. 9, май, с. 537, 1901
- Материалы к патологии и хирургии хронической бугорчатки яичка, М., 1901
- К вопросу о так называемом cystitis cystica, Хирургия, т.27, февраль, с. 157, 1910
- Урология, М., 1924.

### Публикации о Воскресенском
- Фохт А. Памяти Г. Д. Воскресенского, Мед. журн., № 6-7, с. 470, 1921.